# 竹ノ内大輔
竹ノ内 大輔（たけのうち だいすけ、1996年8月15日 - ）は、日本の俳優。

## 出演

### 映画
- ショートムービー「地球は青かった」（監督：串田壮史）※国際平和映像祭2016 グランプリ受賞作品

### 舞台
- 浅草紅團・改 ASAKUSA RED GANG（2015年8月21日 - 23日、26日 - 31日、全9公演）
- オサエロ（2015年11月18日 - 22日）
- 黒子のバスケ THE ENCOUNTER（2016年4月8日 - 24日、全21公演）- 宮地清志 役
- ＊アプリ男子＊DIGITAL☆LOVERS（2016年7月27日 - 31日、全10回公演）- 朱音 役
- 東京ボーイズコレクション～愛の唄～（2016年11月5日 - 13日）- 五味剛 役
- サイレントメビウス（2017年3月29日 - 4月2日）- 特捜班・班長 ホセ・ギリアム 役
- ミュージカル・テニスの王子様3rdシーズン（2018年 - 2020年）- 乾貞治 役

### CM
- ファッションレンタルアプリ「mechakari」CM 07.「いらない服を、捨てました」篇
- ゼブラ「デルガード」Web CM

## その他

### 雑誌
- 渡辺高等学院パンフレット
- smart
  - 2015年1月号
  - 2014年7月号、8月号、10月号